# Rue Cambon
Pour les articles homonymes, voir Cambon.
La rue Cambon est une voie du 1er arrondissement de Paris. 

## Situation et accès
Longue de 449 mètres, elle commence au 244, rue de Rivoli, croise la rue Saint-Honoré et se termine au 1, boulevard de la Madeleine et au 23, rue des Capucines. Elle est à sens unique, en direction du jardin des Tuileries. 
Les stations de métro les plus proches sont Concorde et Madeleine, où circulent les métros des lignes 1, 8, 12 et 14.

## Origine du nom

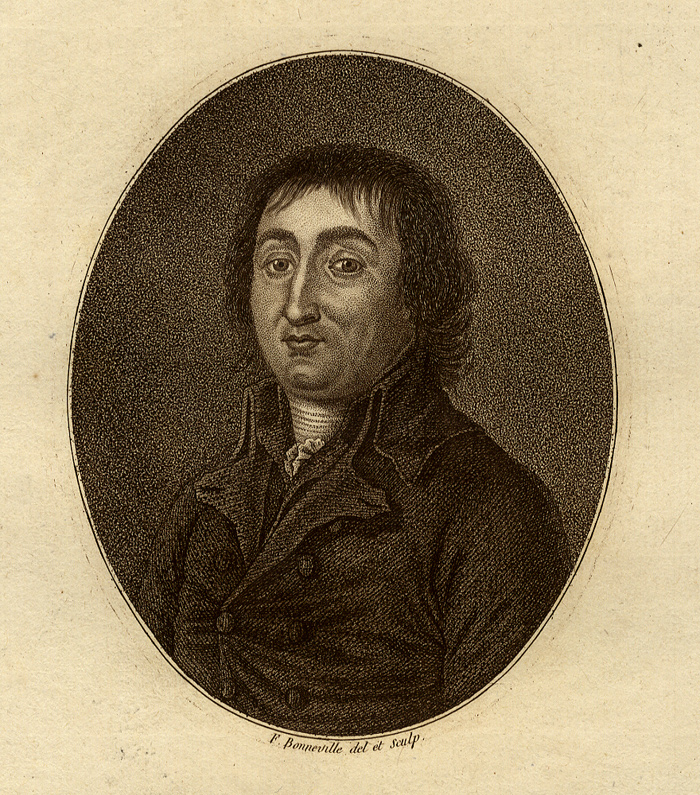
Portrait de Pierre-Joseph Cambon.

Elle a été nommée pour rendre hommage à Pierre-Joseph Cambon, président du comité des Finances sous la Convention nationale.

## Historique
L'îlot compris entre les rues Saint-Honoré, Cambon, des Capucines et le côté ouest de la place Vendôme était occupé au XVIIe siècle par l'hôtel et le jardin du maréchal de Luxembourg.
Par lettres patentes du roi, son fils Charles Ier Frédéric de Montmorency-Luxembourg fut autorisé à lotir le tout en 1719.

« Louis, etc. Nous estant fait représenter en nostre Conseil le plan général des quartiers appellés la place de Louis-le-Grand, porte et rempart de Saint-Honoré et des Capucins que les prévost des marchands et échevins de notre bonne ville de Paris ont fait lever par le maître général de ses bâtiments, et estant informé de la difficulté du passage de la porte Saint-Honoré qui est très-fréquentée et souvent embarrassée par le grand nombre des voitures, et ayant appris que l'emplacement de l'hôtel de Luxembourg, qui est entre la place de Louis-le-Grand et la porte Saint-Honoré, est vendu et que le sieur Leduc, architecte, acquéreur, offre à la Ville de donner l'ouverture d'une rue à travers le dit emplacement, de cinq toises de large, qui communiqueroit de la rue Saint-Honoré au rempart, à la rencontre de celle des Petits-Champs, etc., nous avons par du 22 aoust dernier ordonné… que la rue seroit ouverte de ligne droite dans l'emplacement de l'hôtel de Luxembourg… À ces causes, avons ordonné et ordonnons par ces présentes signées de notre main, que le nouveau plan du quartier de Saint-Honoré et de la place de Louis-le-Grand sera exécuté, et que conformémént à icelui, la rue sera ouverte de ligne droite dans l'emplacement de l'hôtel de Luxembourg, de cinq toises de large et nommée de ce nom, etc. Donné à Paris, le 3e jour de septembre de l'an de grâce 1719, et de nostre règne le 5e. Signé Louis. »

La rue fut prolongée par arrêté du 1er floréal de l'an X (20 avril 1802) de la rue Saint-Honoré à la rue de Rivoli en liaison avec l'ouverture de cette rue sur les terrains de l'ancien couvent des Filles de l'Assomption.

## Bâtiments remarquables et lieux de mémoire
- Rue Cambon, rue du Mont-Thabor et rue de Mondovi : emplacement de l'hôtel des Gardes-du-Corps du Roi à pied.
- Le palais Cambon, au no 13, abrite la Cour des comptes de la République française. Par métonymie[1], cette cour est parfois appelée « la Rue Cambon » (comme le Quai d’Orsay désigne le ministère des Affaires étrangères). « Les sages de la Rue Cambon » remettent régulièrement des rapports sur l'utilisation des fonds publics.
- À la fin de sa vie, de 1893 à 1899, La Castiglione, espionne italienne et maîtresse de Napoléon III, vit au no 14 de la rue Cambon.
- Le peintre français, Hubert Robert, meurt au no 19 de la rue, le 15 avril 1808.
- Cette rue Cambon est également là où tout a commencé pour Coco Chanel (1883-1971). En 1910, elle débute comme modiste au no 21. Son activité commence et cette adresse est une location, à l'entresol. Elle y installe  sa première enseigne, Chanel Modes. Puis, le 7 février 1918, elle acquiert l'immeuble au no 31[2]. Les parfums No 31, puis 31 rue Cambon[3] y font référence. Enfin, en 1918, elle ouvre les portes d'une nouvelle boutique au no 19. L'adresse au no 31 persiste pour la haute-couture et les clientes historiques, qui y viennent « découvrir, essayer et faire adapter les modèles du défilé à leurs mensurations » note Vanity Fair. Le no 19 a vocation à attirer un nouveau public. Il est plus ouvert sur la rue, plus lumineux et l'immeuble dispose aussi d'une entrée rue Saint-Honoré[2]. Toujours propriété de la maison Chanel un siècle plus tard, les salons du no 31 sont redécorés début 2021 par Jacques Grange[4].
- C'est au no 4 de la rue[5]  que les sœurs Legroux se sont installées en 1917.Plaque au no 35.

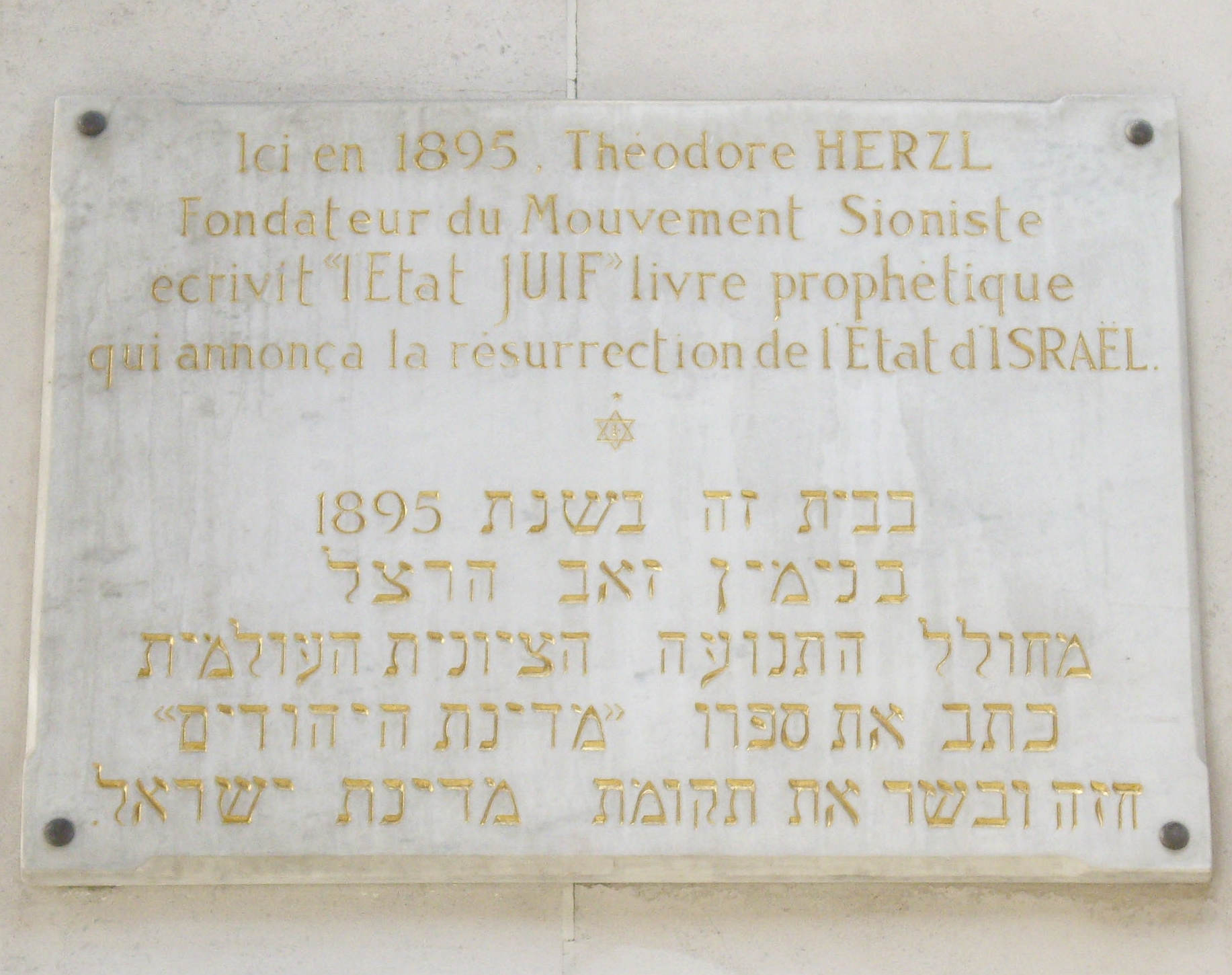
Plaque au no 35.

- Au no 35 : en 1895, Theodor Herzl y écrit L'État Juif, comme l'indique une plaque en façade.
- Au no 46 : en 1914, l'architecte Charles Mewès est chargé d'y construire le nouveau siège du Crédit foncier de France. La salle des Guichets fait 700 m2 ; une mezzanine à arcades et une verrière la surplombent. Une salle des coffres se trouve au sous-sol. En 2008, le site est transformé en lieu événementiel[6].
- Au no 51 se trouve le consulat général du Brésil dans les années 1900[7].

## Pour approfondir